# Radical 58
Le radical 58 (彐), qui signifie le groin, est un des 31 des 214 radicaux chinois répertoriés dans le dictionnaire de Kangxi composés de trois traits.
Le caractère Unicode de 彐 est 5F50.

## Caractères avec le radical 58
| nombre de traits          | caractères |
| ------------------------- | ---------- |
| Sans trait supplémentaire | 彐 彑      |
| 2 traits supplémentaires  | 归         |
| 3 traits supplémentaires  | 当 聿      |
| 5 traits supplémentaires  | 彔 录      |
| 6 traits supplémentaires  | 彖         |
| 7 traits supplémentaires  | 兼         |
| 8 traits supplémentaires  | 彗         |
| 9 traits supplémentaires  | 彘         |
| 10 traits supplémentaires | 彙 彚      |
| 13 traits supplémentaires | 彛 彜      |
| 15 traits supplémentaires | 彝 彞      |
| 19 traits supplémentaires | 彟         |
| 23 traits supplémentaires | 彠         |